# Pauline Pinczon du Sel
Pour les autres membres de la famille, voir Famille Pinczon du Sel.
Pauline Pinczon du Sel, née à Rennes (Bretagne) le 31 mai 1752 et morte à Lambesc (Bouches-du-Rhône) le 22 septembre 1820, est une religieuse catholique française, fondatrice d'ordre.
Religieuse augustine en 1773, elle entre dans la congrégation des Sœurs de Saint-Thomas de Villeneuve en 1777. Elle fonde en 1786 un établissement à Lambesc, puis doit s'exiler en Italie lors de la Révolution française.
De retour en Provence, mère Pauline fonde à Aix en 1804 la congrégation des Sœurs hospitalières de Notre-Dame de Grâce, au service des malades et des pauvres. Restée professe des Sœurs de Saint-Thomas de Villeneuve, elle donne le même nom à sa nouvelle congrégation. Elle lui donne aussi, avec quelques modifications, les mêmes règles et le même costume. Sous sa conduite, les sœurs réintègrent en 1817 leur ancien couvent de Lambesc.
Elle est déclarée vénérable par l'Église catholique en 1891. Les religieuses de Notre-Dame de Grâces se sont unies au religieuses de Saint-Thomas de Villeneuve de Paris, en 1984. Les deux branches sont donc désormais réunies.

## Biographie

### Jeunesse

Armes des Pinczon du Sel

Née à Rennes le 31 mai 1752, Louise-Pauline Pinczon du Sel est la fille de Vincent-Paul Pinczon du Sel, chevalier, capitaine d'infanterie, chevalier de Saint-Louis, et de Marie-Rose Courtoys de La Ville Asselin (fille d'Yves René Louis Courtoys de La Ville-Asselin, greffier en chef au parlement de Bretagne, et de Françoise Rose Gouin, dame de la Quémeraye). Elle est la nièce de l'industriel et polémiste Julien-Joseph Pinczon du Sel (1712-1781). Elle a cinq frères et sœurs : Élisabeth Julienne (1751-1828) ; Joseph Auguste (1754-1794), qui épouse Ange Marie de Crécy de Champmillon et a cinq enfants ; Élisabeth Thérèse (1755-1760), morte jeune ; Marie Anne (1757-1845) ; Thérèse (1771-1811), épouse de son cousin Paul Mathurin François Chéreil de La Rivière ; elle est la seconde de la fratrie.
Ses parents décident de partir faire fortune aux îles, à l'Isle de France, où le capitaine Vincent-Paul Pinczon du Sel peut servir la Compagnie des Indes en gardant le bénéfice de son emploi d'officier. Ils partent quand Pauline n'a que quelques mois, et ils la confient à sa grand-mère, Madame Courtoys de La Ville-Asselin, qui ne s'avère pas une excellente éducatrice, trop faible et joueuse invétérée. Lorsque la mère de Pauline revient en 1767, elle la met chez les Carmélites de Rennes, puis chez les Sœurs de saint François de Sales, jusqu'à ce qu'elle ait treize ans. Elle reste alors assez retirée au sein de sa famille.
Lorsqu'elle a vingt ans, en 1772, son père revenu des îles entraîne Pauline dans la vie mondaine. Elle prend alors le goût de la vanité et des plaisirs, tout en se livrant à des exercices de piété et en s'occupant des pauvres, particulièrement des malades pauvres. Elle ressent ensuite la vocation religieuse, et veut entrer chez les sœurs de Saint-Thomas de Villeneuve. Sa famille commence par refuser, puis accepte que Pauline devienne religieuse, mais à condition que ce soit dans la communauté des Augustines, à l'hôpital de Rennes. Elle y prend l'habit le 1er août 1773. Devenue malade, elle doit quitter cette communauté.

### Chez les sœurs de Saint-Thomas de Villeneuve

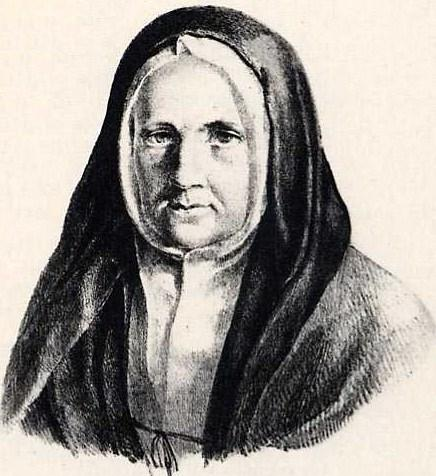
Mère Pauline de Pinczon du Sel, fondatrice des Paulines.

Après un an et demi de maladie et de convalescence, Pauline recouvre la santé et veut reprendre la vie religieuse au service des pauvres, en insistant pour l'ordre des sœurs de Saint-Thomas de Villeneuve. Elle obtient gain de cause, et entre en 1777 comme postulante dans la congrégation. Au bout de trois mois de postulat, elle est admise comme novice à Bécherel près de Rennes. Deux ans plus tard, elle est admise à faire sa profession, et elle est envoyée soigner les pauvres à Fougères et dans différentes maisons de la congrégation en Bretagne.
Mgr de Boisgelin, archevêque d'Aix, souhaite la fondation d'un établissement d'enseignement à Lambesc, destinée à des jeunes filles de tous les milieux. En Bretagne, il a vu à l'œuvre les sœurs de Saint-Thomas de Villeneuve, et fait appel à elles. La sœur Pauline de Pinczon fait partie des religieuses envoyées en Provence, avec la fonction de maîtresse générale, et fonde de 1786 à 1788 le nouvel établissement. Plusieurs bâtiments sont construits, pour le pensionnat et le couvent appelé couvent de Sainte Thérèse. Les responsables du diocèse se déclarent satisfaits de l'œuvre qu'ils jugent très utile, distinguent particulièrement les mérites de Madame de Pinczon, et apprécient la qualité de son enseignement, des connaissances prodiguées, de l'éducation spirituelle et de l'apprentissage de la vie domestique.
Lors de la Révolution, l'aumônier choisit de devenir réfractaire à la Constitution civile du clergé et doit se cacher, les jeunes pensionnaires sont rendues à leurs familles. Lorsque les révolutionnaires arrivent devant le couvent, les religieuses s'enfuient par le jardin et se dispersent.
De retour à Aix, elle y fonde en 1804 la congrégation des sœurs hospitalières de Notre-Dame de Grâce, au service des malades et des pauvres. Mère Pauline est restée professe des Sœurs de Saint-Thomas de Villeneuve, et la nouvelle congrégation en reprend le nom. Elle leur en donne aussi, avec quelques modifications, les règles et le costume. Sous sa conduite, les sœurs réintègrent en 1817 leur ancien couvent de Lambesc.

## Cause en béatification, hommages
La cause en béatification de mère Pauline est ouverte. Le pape Léon XIII la déclare vénérable le 24 décembre 1891.
Une année jubilaire, pour les 200 ans de son décès, est célébrée en 2020 et s'ouvre en octobre 2019 à Aix-en-Provence et Lambesc.